# Rhyacophila simmonsi
Rhyacophila simmonsi là một loài Trichoptera trong họ Rhyacophilidae. Chúng phân bố ở miền Tân bắc.